# Makino Tadakatsu
Makino Tadakatsu est un nom japonais traditionnel ; le nom de famille (ou le nom d'école) précède donc le prénom (ou le nom d'artiste).
Makino Tadakatsu (牧野 忠毅) (12 avril 1859 - 3 février 1918) est un daimyo de la fin de l'époque d'Edo de l'histoire du Japon. Il est le dernier daimyo du domaine de Nagaoka.

## Source de la traduction
- (en) Cet article est partiellement ou en totalité issu de l’article de Wikipédia en anglais intitulé « Makino Tadakatsu » (voir la liste des auteurs).